# Indiana Jones e o Reino da Caveira de Cristal
Indiana Jones and the Kingdom of the Crystal Skull (no Brasil, em Portugal, nos PALOP e em Macau, Indiana Jones e o Reino da Caveira de Cristal) é o quarto filme da série Indiana Jones, lançado em 22 de maio de 2008. Como os outros filmes da série, teve Steven Spielberg na direção, George Lucas como argumentista e produtor e Harrison Ford no papel principal. Lançado dezenove anos depois do filme anterior, o filme presta homenagem aos filmes de ficção científica filmes B da época, colocando Indiana Jones contra soviéticos agentes liderada por Irina Spalko ( Cate Blanchett ) procurando por uma telepática caveira de cristal. Indiana é auxiliado por sua ex-amante, Marion Ravenwood ( Karen Allen ), e seu filho, Mutt Williams (Shia LaBeouf ). Ray Winstone, John Hurt e Jim Broadbent também fazem parte do elenco de apoio.
O filme estreou no Festival de Cannes de 2008, em 18 de maio de 2008, e foi lançado mundialmente em 22 de maio de 2008 às revisões sobre o filme foram geralmente positivas, [3] embora a recepção do público foi mista. Houve elogios significativo para as performances, cenas de ação, contagem musical de John Williams e figurino. A crítica, no entanto, com foco no diálogo, enredo, e uso excessivo de CGI. Ele também foi um sucesso financeiro como os últimos três filmes da série, arrecadando mais de 786 milhões de dólares no mundo todo, tornando-se maior bilheteria da franquia quando não está ajustado para a inflação, e o segundo filme de maior bilheteria de 2008. O marketing dependia fortemente sobre o público da nostalgia da série, com produtos tendo inspiração de todos os quatro filmes. Reino da caveira de cristal é também o último filme da série a ser distribuído pela Paramount Pictures, como Walt Disney Studios tornou-se o distribuidor de seus futuros filmes, desde o sua  aquisição da Lucasfilm em 2012.

## Sinopse
Em 1957, o herói da Segunda Guerra Mundial Indiana Jones e seu parceiro de longa data George "Mac" McHale são raptados por um grupo de agentes soviéticos liderados pela coronel Dr. Irina Spalko. Os soviéticos se infiltraram no Hangar 51 em Nevada e usam Indiana para encontrar uma caixa contendo os restos mortais de um extraterrestre que dez anos antes havia caído em Roswell (Novo México). Depois de encontrar a caixa, Mac conta para Indiana que foi comprado pelos soviéticos. Depois de uma briga com os soviéticos, Indiana consegue fugir para o deserto. Em seguida, ele se depara com uma cidade cinematográfica para um teste nuclear e sobrevive a uma explosão nuclear se escondendo em uma geladeira de chumbo. Mais tarde ele é interrogado pelo FBI por causa dos laços entre Mac e os soviéticos. Pouco depois de retornar à Universidade Marshall, Indiana recebe uma licença indefinida para evitar ser despedido por causa do incidente. Em uma estação de trem, Indiana é interrompido por Mutt Williams, que lhe diz que seu antigo colega Harold Oxley foi sequestrado depois de descobrir um crânio de cristal, no Brasil. Indiana conta a Mutt a lenda sobre um crânio encontrado na mística cidade de Akator, no qual quem retornar o crânio para a cidade seria dado o controle sobre poderes sobrenaturais.
Mutt dá ao Indiana uma carta de sua mãe, que também foi sequestrada, contendo um enigma escrito por Oxley em uma antiga língua nativa meso-americana, que os leva a Linhas de Nasca, no Peru. Lá, eles descobrem que Oxley foi preso em um sanatório, depois de ter sofrido um colapso mental pelos poderes do crânio, até que ele foi sequestrado pelos soviéticos. Na cela de Oxley eles encontram pistas que os levam ao túmulo de Francisco de Orellana que desapareceu no século XVI enquanto procurava Akator. Eles descobrem o crânio na sepultura, pelo raciocínio de Oxley que havia escondido lá depois de encontrá-lo. 
Pouco depois, Indiana e Mutt são capturados pelos soviéticos e levados para seu acampamento, onde encontram Oxley e a mãe de Mutt, o velho amor de Indiana, Marion Ravenwood, e revela que Mutt é filho de Indiana. Spalko acredita que a caveira de cristal pertence a um espaço multidimensional e detém grande poder psíquico, e revela que o modelo roubado do armazém também tem uma caveira de cristal. Ela também acredita que o retorno do crânio de Akator concederá os soviéticos a vantagem de guerra psíquica. Indiana, Marion, Mutt e Oxley conseguem escapar dos soviéticos na Amazônia. No entanto, eles são capturados novamente e levados em direção a Akator. No caminho, Indiana consegue tomar um caminhão e um a um vai tirando os soldados soviéticos do comboio. Mac reencontra-os alegando que ele é um agente duplo da CIA.
Os cinco chegam ao templo de Akator, mas são atacados pelos soviéticos de novo, mas eles conseguem escapar devido a um ninho de formigas Siafu. Eles sobrevivem a um ataque dos guerreiros Ugha que querem defender Akator. Mac, que na verdade ainda é leal aos soviéticos, secretamente, deixa um rastro para os soviéticos os seguir. Dentro do templo, eles descobrem artefatos antigos de várias civilizações mundiais. Indiana deduz que as criaturas eram espíritos afins: eles também eram "arqueólogos" estudar as diferentes culturas da Terra. Os cinco entram em uma câmara contendo treze seres inter dimensionais sentados em tronos ao redor de um círculo, sendo que um dos seres faltava uma caveira de cristal. Depois que os soviéticos chegam, Spalko coloca a caveira de cristal sobre o esqueleto sem cabeça.
Os seres inter dimensionais começar a comunicar com o grupo através de Oxley em um dialeto antigo, prometendo recompensá-los com um "grande presente". Spalko chega e exige "saber tudo". Os seres inter dimensionais, ao seu pedido, transferem seu conhecimento para sua mente, ativando um portal para outra dimensão. Indiana, Marion, Mutt e Oxley, agora escapam do templo, enquanto o Mac, e os soviéticos outros são sugados para dentro do portal; os esqueletos, por sua vez, formam um único ser interdimensional que oprime Spalko com o seu conhecimento, fazendo-a se desintegrar. Sua essência se espalha em seguida, e é puxada para o portal. O templo desaba e um disco voador sobe dos destroços e desaparece no "espaço entre os espaços" segundo Oxley, que retornou a razão. Depois eles voltam para casa, e após um tempo, Indiana e Marion se casam. Na celebração do casamento, um vento leva o chapéu de Indiana para o chão, aos pés de Mutt. Mutt pega e quando estava prestes a colocá-lo na cabeça, Indiana rapidamente agarra o chapéu e coloca-o em sua própria cabeça, simbolizando que as suas aventuras ainda não tinham acabado.

## Elenco
- Harrison Ford - Indiana Jones
- Karen Allen - Marion Ravenwood
- Cate Blanchett - dra. cel. Irina Spalko
- Shia LaBeouf - Mutt Williams/Henry Jones III/ Indiana Jones Junior
- Ray Winstone - George "Mac" McHale
- John Hurt - prof. Harold Oxley
- Jim Broadbent - reitor Charles Stanforth
- Igor Jijikine - coronel Dovchenko
- Alan Dale - general Ross

Sean Connery não quis sair de sua aposentadoria para participar como o pai de Indiana, Prof. Henry Jones Sr. - Ford declarou jocosamente que "eu estou velho suficiente para interpretar meu próprio pai". A ausência tanto de Connery quanto do falecido Denholm Elliott, que interpretava o reitor e curador Marcus Brody, é justificada como sendo que ambos os personagens morreram, e aparecem como fotos na mesa de Indiana. Marcus também aparece em uma estátua.

## Produção

### Roteiro
Durante o final dos anos 1970, George Lucas e Steven Spielberg fez um acordo com a Paramount Pictures por cinco filmes de Indiana Jones. [39] Após o lançamento de 1989, Indiana Jones e a Última Cruzada, Lucas deixa o final da série assim, já que ele sentiu que não podia pensar em um bom enredo para conduzir a próxima parte, e escolheu em vez  disso produzir Young Indiana Jones Chronicles para a TV, que explorou o personagem em seus primeiros anos. [16] Harrison Ford jogou Indiana em um episódio, narrando suas aventuras em 1920 Chicago. Quando Lucas atirou o papel da Ford em dezembro de 1992, ele percebeu a cena abriu a possibilidade de um filme com um conjunto mais antigo Indiana em 1950. O filme poderia refletir um filme B dos anos 1950 de ficção científica, com os estrangeiros como o enredo. [16] Enquanto isso, Spielberg acreditava que ele ficou mais  "maduro" como cineasta depois de fazer a trilogia, e senti que ele iria apenas produzir quaisquer parcelas futuras.[20]
Ford não gostou do novo ângulo, dizendo Lucas, "De jeito nenhum eu vou estar em um filme de Steven Spielberg como aquele." [17] o próprio Spielberg, que representado alienígenas em Encontros Imediatos do Terceiro Grau e ET O Extraterrestre, resistiu. Lucas veio com uma história, que Jeb Stuart transformou em um script a partir de Outubro de 1993 a Maio de 1994.[16] (Stuart já tinha escrito The Fugitive, estrelado por Ford.) Lucas queria Indiana para se casar, o que permitiria que Henry Jones, Sr. voltar, expressando preocupação sobre se seu filho está feliz com o que ele tem feito. Depois soube que Joseph Stalin estava interessado na guerra psíquica, ele decidiu ter russos como os vilões e os estrangeiros a ter poderes psíquicos. [40] Na sequência próximo projecto de Stuart, Lucas contratou a última Cruzada escritor Jeffrey Boam para escrever os próximos três versões, a última das quais foi concluída em março de 1996. Três meses depois, o Independence Day foi lançado, e Spielberg disse a Lucas que ele não iria fazer outro filme de invasão alienígena. Lucas decidiu focar nos Star Wars prequels. [16]
Em 2000, o filho de Spielberg perguntou quando o próximo filme Indiana Jones seria lançado, que o fez interessado em reviver o projeto. [41] No mesmo ano, Ford, Lucas, Spielberg, Frank Marshall e Kathleen Kennedy se reuniu durante o American Film Institute " em homenagem a Ford, e decidiu que queria aproveitar a experiência de fazer um filme de Indiana Jones novamente. Spielberg também descobriu retornar à série uma pausa de seus vários filmes escuros durante este período, como AI: Inteligência Artificial, Minority Report, e Munique. [18] Lucas convenceu Spielberg a usar estrangeiros na trama, dizendo que eles não eram "extraterrestres ", mas "interdimensional", com este conceito que se inspira na teoria das supercordas. [20] Spielberg e Lucas discutiu a ideia central de um filme B, envolvendo estrangeiros, e Lucas sugeriu utilizar os crânios de cristal para aterrar a ideia. Lucas encontrou esses artefatos tão fascinante como a Arca da Aliança, [42] e tinha a intenção de caracterizá-los para um jovem Indiana Jones episódio antes do cancelamento do show. [16] M. Night Shyamalan foi contratado para escrever para uma filmagem pretendido 2002, [41] mas ele estava sobrecarregado escrever uma sequela de um filme que ele amava como Os Caçadores da Arca Perdida, e afirmou que era difícil conseguir Ford, Spielberg e Lucas se concentrar. [ 43] Stephen Gaghan e Tom Stoppard também foram abordados. [41]
Frank Darabont, que escreveu vários episódios de Jovem Indiana Jones, foi contratado para escrever em maio de 2002. [44] Seu roteiro, intitulado Indiana Jones and the City of Gods, [16] foi criado em 1950, com o ex-nazistas que perseguem Jones. [45] Spielberg concebeu a ideia por causa de figuras da vida real, como Juan Perón na Argentina, que protegeu criminosos de guerra nazistas. [16] Darabont afirmou a Spielberg, amei o roteiro, mas Lucas tinha problemas com ele, e decidiu assumir e a reescrever. [16] Lucas e Spielberg reconheceu a configuração de 1950 não podia ignorar a Guerra Fria, e os russos eram vilões mais plausíveis. Spielberg decidiu que não poderia satirizar os nazistas depois de dirigir Lista de Schindler, [10] enquanto a Ford observou: "Nós ameixa [b] usava os nazistas fora." [17]
Jeff Nathanson se reuniu com Spielberg e Lucas em agosto de 2004, e virou-se nos próximos rascunhos em Outubro e Novembro de 2005, intitulado The Ants Athomics. David Koepp continuou a partir daí, dando seu roteiro o subtítulo Destroyer of Worlds, [16] com base no J. Robert Oppenheimer cotação. Foi alterado para Reino da Caveira de Cristal, a "brilhante ideia [título]" do Koepp foi Indiana Jones e o Filho do Indiana Jones, e Spielberg também tinha consideradono título nomear os alienígenas como The Mysterian, mas caiu que, quando se lembrou que era o título de um outro filme. [20] Koepp colaborou com o roteirista de os Caçadores da Arca perdida. Lawrence Kasdan nos "diálogo de amor" do filme. [9]

### Filmagens

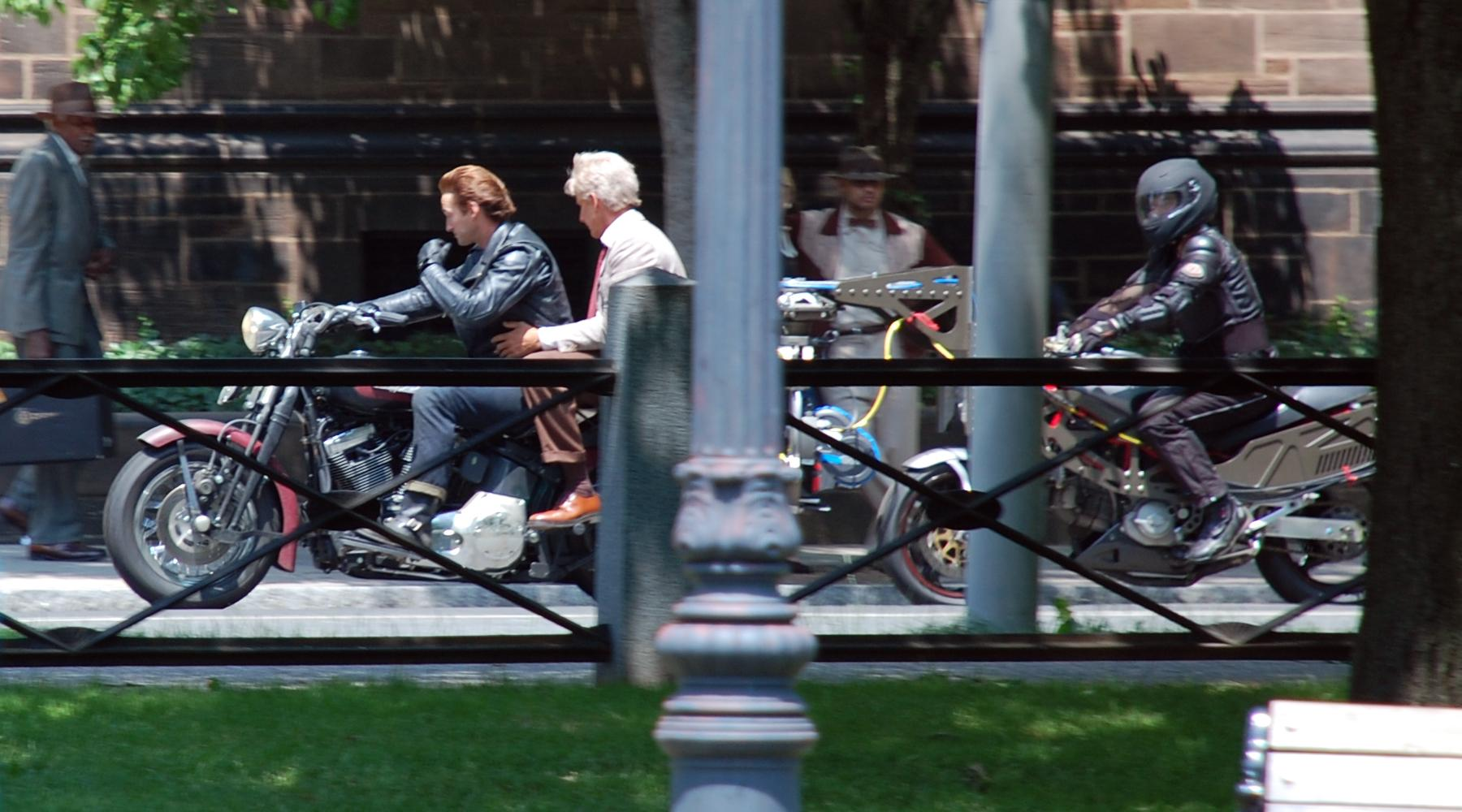
Dublês de Harrison Ford e Shia LeBouef filmando em New Haven, Connecticut

Como Spielberg não queria se afastar da família, todas as filmagens foram nos Estados Unidos. As cenas de deserto foram feitas no Novo México, a perseguição no campus na Universidade de Yale em Connecticut, a selva no Havaí (onde Spielberg também filmara Jurassic Park) e cenas de estúdio e no aeroporto na Califórnia. Os técnicos da Industrial Light & Magic também filmaram as Cataratas do Iguaçu para as cenas com cachoeiras, já que um furacão impediu Spielberg de fazê-lo no Havaí, e a floresta Amazônica para acrescentar elementos que tornariam a selva mais próxima da brasileira.
O diretor de fotografia Janusz Kamiński assistiu a trilogia junto com Spielberg para estudar o trabalho do fotógrafo daqueles filmes, Douglas Slocombe, e replicá-lo de maneira apropriada. Como o coordenador de dublês Vic Armstrong, que dublou Harrison Ford na trilogia original, estava ocupado filmando The Mummy: Tomb of the Dragon Emperor, Dan Bradley foi contratado, baseado principalmente em seu trabalho em Casino Royale. Para povoar o hangar do princípio do filme, foi utilizada a mesma Arca da Aliança de Raiders, e diversos objetos, dentre eles uma réplica do cajado de Moisés de The Ten Commandments.
A produção tentou usar o máximo de efeitos práticos e dublês para não haver sobreuso de computação gráfica. Em torno de 450 tomadas usam CGI, a maior parte com cenários - expansão da pirâmide de Akator, a selva da cena de luta já que seria perigoso filmar com árvores. Miniaturas foram usadas junto com as imagens digitais na destruição da cidade arrasada pela bomba atômica e a inundação do vale de Akator. Os técnicos de efeitos visuais assistiram vídeos de explosões nucleares e cães de pradaria como referência, além de observar design dos filmes B dos anos 1950. Spielberg supervisionou a criação do alien e do disco voador, que ele queria que fosse parecido com um Grey e não muito similar a seu filme Close Encounters of the Third Kind.

## Recepção

### Bilheteria
O filme estreou com 101 milhões de dólares nos primeiros três dias na América do Norte, e conseguiu 311 milhões de dólares nos primeiros 5 dias mundialmente. Terminou sua trajetória nas bilheterias com 317 milhões de dólares nos Estados Unidos (a terceira maior bilheteria do ano, depois de The Dark Knight e Iron Man), e 786 milhões de dólares mundialmente (a segunda maior do ano, depois de The Dark Knight). No Brasil, atraiu 633 mil espectadores na estreia, e foi a 4.ª maior bilheteria do ano.[carece de fontes?] Em Portugal, atraiu mais de 230 mil espectadores na estreia[carece de fontes?] e terminou com 572 030 espectadores, a terceira maior bilheteria do ano (depois de Mamma Mia! e Kung Fu Panda).

### Crítica
Indiana Jones eo Reino da Caveira de Cristal recebeu críticas fortemente polarizados, ainda na maior parte positivos; como resultado, foi nomeada tanto para numerosos "melhor filme " e "pior" prêmios. Comente website agregado Rotten Tomatoes dá ao filme uma classificação de 77% com base em 257 avaliações, com uma classificação média de 6,9 10. consenso crítico do site diz: "Embora os elementos do enredo são certamente familiarizados, Indiana Jones eo Reino da Crystal crânio ainda oferece as emoções e retorno de Harrison Ford no papel-título é mais do que bem-vinda. " [3] Outra agregador, Metacritic, dá ao filme uma classificação média ponderada de 65 de 100, com base em 40 críticos, indicando" avaliações favoráveis ". [116] Pesquisas realizadas pela CinemaScore indicou um general" rating B "do público, em um a + em escala F. [117]
Roger Ebert deu ao filme 3,5 estrelas de 4, a mesma classificação que deu A Última Cruzada, encontrando "mesma idade, mesma idade", mas o "Eu quero que ele seja." [118]Leonard Maltin também deu ao filme 3 1/2 estrelas de 4, mais do que ele deu Temple of doom e Última Cruzada, e escreveu que "retorna Indy com a mesma marca de grande aventura que marcou os originais os Caçadores da Arca perdida. " [119] Empire Damon 's sábio criticou o uso de CG, mas elogiou o desempenho da Ford e escreveu que "não vai mudar a sua vida, mas, se você está no frame direito da mente, ele vai mudar o seu estado de espírito: você pode estremecer, você pode gemer, você pode discordam sobre o grande clímax, bobo, mas você nunca vai parar de sorrir. " [120]
James Berardinelli deu ao filme 2 estrelas de 4, chamando-o de "o mais sem vida da série" e "um filme simplesmente [não] muito bom." [121] Margaret Pomeranz de At the Movies deu ao filme 2 1/2 de 5 estrelas, dizendo que os cineastas "fez 19 anos desde o último filme de Indiana Jones para chegar a algo verdadeiramente excitante e fresco, mas eu sinto que há uma certa preguiça e cinismo nesta última aventura." [122] Associated Press que J. Sperling Reich, que escreve para FilmStew.com, disse: ".. É realmente parecia que eles estavam atravessando os movimentos realmente parecia que ninguém tinha o seu coração nele" [123] Hoje EUA declarou comentários eram "misto "e os revisores sentiu o" filme sofre de pontos da trama previsível e efeitos especiais de queijo ". [124]
O filme foi nomeado para Melhor filme de ação nos 2009 Choice Awards Critics '. [125] A Sociedade de Efeitos Visuais nomeado lo para Melhor Efeito Visual Single do Ano (a destruição do vale), Pintura Melhor Outstanding Matte, Melhores Modelos e miniaturas, e melhor Criado Ambiente em um recurso Motion Picture (o interior do templo). [126] o filme ocupa 453 em 'Empire 2008 lista das 500 melhores filmes de todos os tempos s. [127] foi nomeado no Saturn Awards para melhor Filme de ficção científica, Melhor Diretor, Melhor Ator, Melhor Ator Coadjuvante, Melhor Costumes e Melhores Efeitos especiais. Ele ganhou melhores fantasias. [128] No 51º Grammy Awards, John Williams ganhou um prêmio para o tema Mutt Williams. [129]
Os autores da série de desenho animado South Park criaram um episódio sobre o filme, com críticas que causaram polêmica.